# David J. Skorton

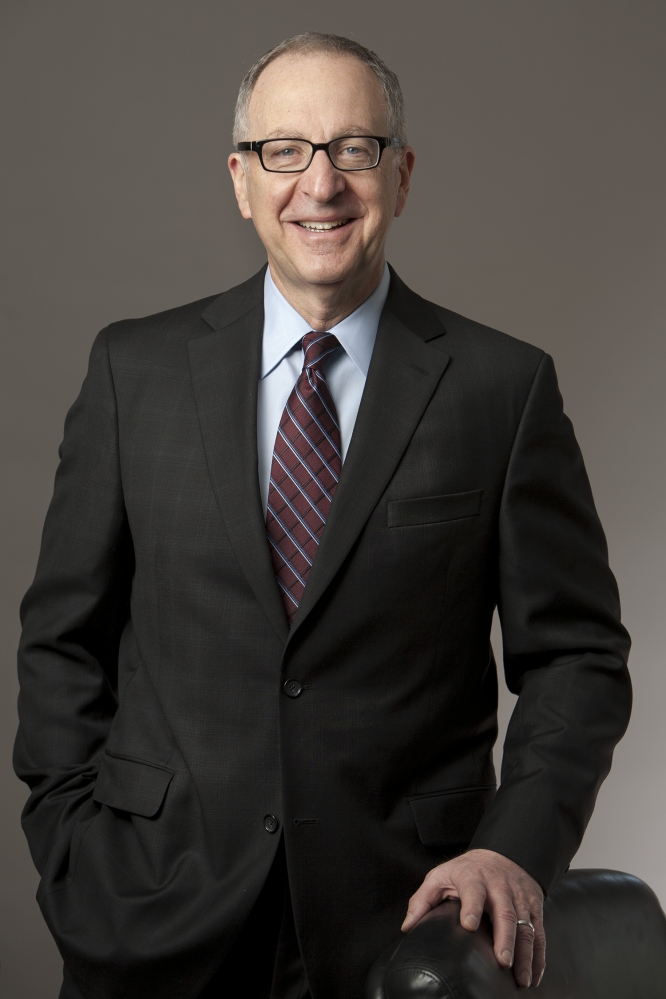
David J. Skorton, 2015

David Jan Skorton (* 22. November 1949 in Milwaukee, Wisconsin) ist ein US-amerikanischer Mediziner und Hochschullehrer. Von 2006 bis 2015 war er Präsident der Cornell University und von 2015 bis 2019 Vorsitzender der Smithsonian Institution.

## Biografie
Nach dem Schulbesuch begann er 1966 ein Studium der Psychologie an der University of California in Los Angeles (UCLA) und setzte dieses 1968 an der Northwestern University fort, wo er 1970 einen Bachelor of Science (BS Psychology) erwarb. Danach absolvierte er ein postgraduales Studium der Medizin an der Medical School der Northwestern und schloss dieses 1974 mit einem Medical Doctor (M.D.) ab.
1980 nahm er einen Ruf als Professor für Medizin an die University of Iowa an und unterrichtete dort mehr als 25 Jahre bis 2006. Zunächst war er Direktor des Laboratoriums für Herz-Kreislauf-Behandlungen von 1982 bis 1996 sowie daneben zwischen 1985 und 1989 Direktor der Abteilung für allgemeine innere Medizin und von 1989 bis 1992 Co-Vorsitzender der klinischen Programme in der Abteilung für Innere Medizin. Danach war er zwischen 1992 und 2003 Vizepräsident der Universität für Forschung, ehe er von 2003 bis 2006 Präsident der University of Iowa wurde.
Vom 7. September 2006 bis zum 30. Juni 2015 war David Skorton Präsident der Cornell University in Ithaca (New York) und damit von einer der acht Universitäten der sogenannten Ivy League. Seit dem 1. Juli 2015 ist Skorton Vorsitzender der Smithsonian Institution. Skorton ist darüber hinaus Mitglied mehrerer medizinischer Organisationen und wurde 1978 Mitglied der American Heart Association, 1980 der American Association for the Advancement of Science, 1981 des American College of Cardiology, 1984 des American College of Physicians sowie 1987 der American Physiological Society.
Daneben ist er Mitglied des Gouverneursrates der New York Academy of Sciences. Im November 2010 wurde er Mitglied des Institute of Medicine of the National Academies, 2011 wurde er in die American Academy of Arts and Sciences gewählt, 2017 in die American Philosophical Society.